# Callipallene seychellensis
Callipallene seychellensis is een zeespin uit de familie Callipallenidae. De soort behoort tot het geslacht Callipallene. Callipallene seychellensis werd in 1988 voor het eerst wetenschappelijk beschreven door Child. 